# Joseph Martinez
Joseph Martinez (Orano, 31 marzo 1878 – La Turbie, 31 maggio 1946) è stato un ginnasta francese.

## Carriera
Partecipò ai Giochi olimpici del 1900 di Parigi nella gara degli esercizi combinati dove si classificò settimo con 277 punti.